# 1965 aux États-Unis
Pour des articles plus généraux, voir Chronologie des États-Unis et 1965.
Chronologie des États-Unis
- 1961
- 1962
- 1963
- 1964
- 1965
- 1966
- 1967
- 1968
- 1969

Cette page concerne des événements d'actualité qui se sont produits durant l'année 1965 du calendrier grégorien aux États-Unis.

## Gouvernement
- Président :
- Vice-président :
- Secrétaire d'État :
- Chambre des représentants - Président

## Événements
- 4 janvier : le président Johnson proclame la  « Grande Société » dans son discours sur l'état de l'Union. Il fait en 1965 un travail législatif sans précédent : loi sur l’enseignement, Medicare, loi sur le vote des Noirs dans le Sud, loi Hart-Celler sur l’immigration supprimant les quotas, Appalachian Regional Development Act, Public Works ans Economic Development Act, réduction des impôts indirects, administration consacrée à la vieillesse au 

département de la Santé américain.
- 16 janvier : accord sur les produits de l'industrie automobile, dit Pacte de l'automobile entre le Canada et les États-Unis[1].
- Janvier : campagne de Martin Luther King pour le droit de vote dans le Sud.
- 7 février : évacuation des dernières familles américaines du Sud-Vietnam.
- 8 février : 22e cérémonie des Golden Globes.
- 21 février : assassinat du militant noir du Black Nationalist Party Malcolm X dans des circonstances obscures à Harlem, New York. Il fait figure de martyr.
- 2 mars : début de l’opération « Rolling Thunder ». L'US Air Force commence un bombardement massif du Nord-Vietnam. L'opération dure 38 mois et les B-52 déversent plus de 500 000 tonnes de bombes sur le pays. Ce bombardement systématique du sol vietnamien qui devait réduire rapidement la résistance du Viêt Nam du Nord ne fait que la renforcer et Johnson est contraint d’envoyer un « corps expéditionnaire » sur place. La CIA critiquera très sévèrement l'opération qu'elle qualifiera de gaspillage humain et financier sans précédent dans l'histoire des États-Unis. 7 mars : attaque de la police lors de la marche de Selma sur Montgomery

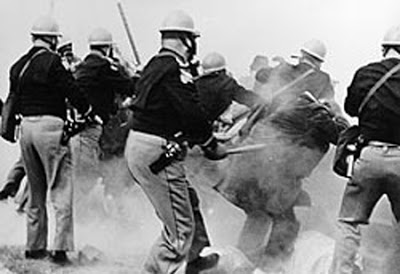
7 mars : attaque de la police lors de la marche de Selma sur Montgomery

- 7 mars : début des Marches pour les droits civiques de Selma à Montgomery. C'est le « Bloody Sunday ». La répression du gouverneur de l’Alabama, George Wallace, contraint Johnson à placer sa garde nationale sous contrôle fédéral.
  - Johnson ordonne le débarquement de 3 500 marines au Sud-Vietnam destinés à protéger les bases aériennes américaines au Sud-Vietnam, ce qui inaugure le commencement de l'offensive terrestre de la guerre du Vietnam. Le conflit vietnamien entrainera une hausse de 33 % du budget militaire.
- 15 mars : Johnson propose un projet de loi destiné à doter le pouvoir fédéral des moyens de combattre toute discrimination.
- 24 - 25 mars : première assemblée d’étudiants (Teach-in) à l’université du Michigan (Students for a Democratic Society).
- 5 avril : 37e cérémonie des Oscars.
- 6 avril : Finance Act. Second volet des réductions fiscales votées en 1964. L'impôt sur le revenu passe à 70-14 %. Le Congrès abaisse également les droits d'accise et les droits de douane de 23 milliards de dollars sur 5 ans.
- 9 avril : Elementary and Secondary Education Act, loi sur l’enseignement primaire et secondaire, établissant l'égalité pour tous à l'éducation. Aides fédérales à la scolarisation des plus modestes. Des millions de dollars sont aussi affectés à la modernisation des locaux d'enseignement, à l'achat de matériel scolaire, à la modernisation des programmes. Le gouvernement distribuera sur trois ans un milliard de dollars aux États proportionnellement au nombre de leurs élèves pauvres et à leurs dépenses moyennes par enfant scolarisé. Création du programme Head Start fournissant une éducation complète et gratuite, des services d'implication parentale, de santé, de nutrition, aux enfants à faibles revenus et à leurs familles.
- 28 avril : intervention militaire US en République dominicaine. 30 000 hommes sont mobilisés.
- 2 mai : doctrine Johnson, en rupture avec la politique de « bon voisinage » : la Maison Blanche affirme que les « nations américaines ne peuvent, ni ne veulent, ni ne voudront autoriser l’établissement d’un autre gouvernement communiste dans l’hémisphère occidental » et engage les États-Unis dans la défense de « tous les pays libres » de la région.
- 7 juin : Griswold v. Connecticut, un arrêt de la Cour suprême des États-Unis, déclare que la loi du Connecticut viole la vie privée en interdisant la contraception des couples mariés[2].
- 16 juin : 82 000 soldats américains au Sud Vietnam
- 23 juillet : Coinage Act, loi restreignant la quantité d'argent des pièces de monnaie de 90 à 40 %.
- 30 juillet : vote du Social Security Amendments. Création d’un fonds spécial de la Sécurité sociale destiné à couvrir les coûts de base d’hospitalisation pour les personnes âgées de plus de 65 ans (Medicare). Un programme destiné à assurer la gratuité des soins aux économiquement faibles (Medicaid) est créé. Le président a réussi à rallier à lui une grande partie des voix des républicains pour voter son projet de loi (307 voix sur 435 à la chambre et 70 voix sur 100 au Sénat). Les cotisations salariales et patronales sont majorées de 2 milliards de dollars pour financer les nouveaux programmes sociaux du président.
- 4 août : approbation par le congrès du Voting Rights Act après plusieurs péripéties et la division profonde du parti Démocrate entre les libéraux du Nord et les Conservateurs du Sud (symbolisé par le soutien du Sud au républicain Barry Goldwater lors de l'élection présidentielle l'année précédente).
- 6 août : le président Johnson signe le Voting Rights Act. Cette nouvelle loi prévoit des sanctions sur le non-respect du Civil Right Act voté l'année précédente. Toutes les restrictions s'opposant au droit de vote des Noirs sont levées (taxes, examen d'écrit). Mais le vote noir reste faible.
- 11 août : arrestation par des policiers d'un jeune Noir avec sa famille à Los Angeles. Cet événement marque le début de 6 jours d'émeutes raciales dans le quartier de Watts (Los Angeles). Les émeutiers occupent les rues et pillent les boutiques. Les autorités déploient 16 000 policiers et 4 000 soldats de la garde nationale qui mènent une répression qui fait 34 morts et des centaines de blessés. 4 000 personnes sont interpellées. La diffusion par la télévision d'images de guérilla urbaine provoque une prise de conscience du problème racial par la population américaine.
- 15-31 août : nouvelle tournée américaine des Beatles.
- 30 septembre : High-Speed Ground Transportation Act of 1965. Le succès constaté par l'avènement du train grande vitesse Shinkansen au Japon amène le gouvernement Johnson à entamer les premières études pour l'établissement de lignes ferroviaires à grande vitesse sur le territoire américain, études qui amèneront à la mise en service du Metroliner en 1969 et de l'Acela Express en 2000.
- 3 octobre : Immigration and Nationality Act, loi facilitant l'accès à la citoyenneté américaine et établissant le nombre de visas délivrés à 170 000 par an.
- 16 octobre : 25 000 personnes manifestent à Washington contre la guerre du Viêt Nam.
- 8 novembre : Higher Education Act, loi fournissant des fonds fédéraux (400 millions de dollars) pour l'enseignement à l'université.
- 9 décembre : A Charlie Brown Christmas, la première émission spéciale de Peanuts, fait ses débuts sur CBS. Cela devient une tradition de Noël.

### Économie et société
- 690 milliards de dollars de PNB.
- Le budget fédéral augmente à 119,4 milliards de dollars, avec la hausse des dépenses sociales et du budget militaire affecté au conflit vietnamien. L'alourdissement des charges de l’État fédéral (sécurité sociale et armée) induit une fortes hausse des dépenses publiques du pays.
- Nouvelle réduction sur l'impôt sur le revenu, dont la tranche supérieure passe à 70 % et la tranche inférieure à 14 %. Réduction de 4,7 milliards de dollars des impôts indirects (droits d'accise notamment).
- 50 milliards de dollars affectés aux dépenses militaires, soit 42 % des dépenses fédérales.
- 77,5 milliards de dollars sont affectés aux dépenses sociales[3]. Les dépenses de santé sont financées à hauteur de 38 % par le public.
- Excédent budgétaire de 0,1 % du PIB, dû à des recettes fiscales exceptionnelles (forte croissance économique).
- 80 % des Noirs vivent dans des villes et 50 % dans le Nord du pays.
- Les dépenses publiques représentent 25 % du PNB (soit 173 milliards). L’État fédéral en représente près de 70 %.
- 4,4 % de chômeurs, demi-succès pour l'administration Johnson qui prévoyait un taux de chômage à 4 %.
- Une automobile pour trois habitants aux États-Unis.

## Vietnam
- Commencement de l'engagement terrestre des États-Unis au Sud-Vietnam
- 190 000 hommes déployés au Vietnam. 1863 soldats ont été tués.
- Début des bombardements aériens massifs au Nord-Vietnam.

## Naissances en 1965
- 12 février : Mia Frye, danseuse et chorégraphe américaine.